# Sobór Chrystusa Zbawiciela w Prisztinie
Sobór Chrystusa Zbawiciela – nieukończona prawosławna cerkiew w Prisztinie, formalnie w jurysdykcji eparchii raszko-prizreńskiej Serbskiego Kościoła Prawosławnego.

## Historia
Budowa świątyni rozpoczęła się w 1992 lub 1995, nigdy jednak nie została ukończona z powodu wybuchu wojny w Kosowie. Według innego źródła prace rozpoczęto w 1999 i w tym samym roku zostały one przerwane. Obiekt usytuowany jest na terenie kampusu uniwersyteckiego w Prisztinie. Według Albańczyków żyjących w Prisztinie jego wznoszenie było umotywowane politycznie i miało służyć wzmocnieniu symbolicznej kontroli serbskiej nad Kosowem. Serbski Kościół Prawosławny twierdzi, że cerkiew miała pełnić zwykłe funkcje kultowe, służąc lokalnej społeczności prawosławnej, która na początku lat 90. XX wieku liczyła 40 tys. osób, a dysponowała tylko jedną, niewielką cerkwią św. Mikołaja.
Po tym, gdy większość Serbów musiała opuścić Prisztinę, budynek został uszkodzony i przez kilka lat był strzeżony przez żołnierzy NATO. Wielokrotnie padał również ofiarą wandalizmów. Władze Kosowa wysuwały koncepcję adaptacji budynku na muzeum martyrologiczne Albańczyków kosowskich.
W lutym 2015 władze Kosowa po raz kolejny poinformowały, że jeśli obiekt nie zostanie zarejestrowany na zasadach, które obowiązują każdorazowo przy uzyskiwaniu zezwolenia na budowę, zostanie potraktowany jako samowola budowlana, a następnie zburzony. Serbski Kościół Prawosławny chciałby zakończenia prac i utrzymuje, że budowa cerkwi została rozpoczęta w zgodzie z obowiązującym ówcześnie prawem, a żądania powtórnej legalizacji są bezzasadne. Uniwersytet w Prisztinie twierdzi natomiast, że grunt, na którym znajduje się obiekt sakralny, bezprawnie został odebrany uczelni. Według duchownych prawosławnych zapowiedzi zniszczenia cerkwi są wyrazem dyskryminacji na tle etnicznym i religijnym.
10 czerwca 2021 r. (w święto Wniebowstąpienia Pańskiego) po raz pierwszy od ponad 20 lat celebrowano w nadal nieukończonej świątyni Świętą Liturgię.